# MySports League 2017/18
Die Spielzeit 2017/18 war die erste Austragung der MySports League, der dritten Spielklasse im Schweizer Eishockeysport. Die Saison umfasste 32 Qualifikationsrunden.
Die Saison begann am 16. September 2017. Die Play-offs begannen am 17. Februar 2018.

## Modus
Gespielt wurden von den 12 Teams zwei Doppelrunden zu je 22 Spielen. Dazu gab es pro Team je 10 Zusatzbegegnungen gegen 5 Gegner, die aufgrund einer regionalen Einteilung (Ost, West) festgelegt waren. Insgesamt bestritt also jede Mannschaft 32 Qualifikationsspiele. Danach ermittelten die besten acht Mannschaften den Amateur-Schweizer-Meister im Play-off-Stil. Die Viertelfinals und Halbfinals sowie der Final wurden nach dem Modus Best-of-Five gespielt.
Nach der Qualifikation spielten die Mannschaften auf den Plätzen neun bis zwölf in einer einfachen Hin- und Rückrunde gegen den Abstieg. Die Punkte aus der Qualifikation wurden mitgenommen. Das letztklassierte Team der Play-outs stieg direkt in die 1. Liga ab.

## Teilnehmer
| Team                    | Standort      | Eishalle                     | Kapazität |
| ----------------------- | ------------- | ---------------------------- | --------- |
| EHC Basel-Kleinhüningen | Basel         | St. Jakob-Arena              | 6'612     |
| EHC Brandis             | Hasle-Rüegsau | Sporthalle Brünnli           | 2'425     |
| EHC Bülach              | Bülach        | Sportzentrum Hirslen         | 3'000     |
| EHC Chur                | Chur          | Hallenstadion Chur           | 6'500     |
| EHC Dübendorf           | Dübendorf     | Eishalle Im Chreis           | 2'543     |
| HC Düdingen Bulls       | Düdingen      | Eisbahn Sense-See            | 1'000     |
| EHC Seewen              | Seewen        | Kunsteisbahn Zingel          | 1'000     |
| Sion HC                 | Sion          | Patinoire Ancien Stand       | 1'200     |
| Star Forward            | Morges        | Patinoire des Eaux-Minérales | 2'400     |
| EHC Thun                | Thun          | Kunsteisbahn Grabengut       | 1'500     |
| HC Université Neuchâtel | Neuchâtel     | Patinoires du Littoral       | 7'000     |
| EHC Wiki-Münsingen      | Wichtrach     | Sportzentrum Sagibach        | 2'500     |

## Hauptrunde

### Tabelle
| Rang | Team                    | GP | S  | N  | SNV | NNV | SNP | NNP | Tore    | TVH  | Punkte |
| ---- | ----------------------- | -- | -- | -- | --- | --- | --- | --- | ------- | ---- | ------ |
| 01.  | Sion HC                 | 32 | 18 | 9  | 3   | 2   | 0   | 0   | 132:090 | + 42 | 62     |
| 02.  | EHC Dübendorf           | 32 | 18 | 9  | 2   | 2   | 0   | 1   | 103:079 | + 24 | 61     |
| 03.  | EHC Wiki-Münsingen      | 32 | 15 | 12 | 3   | 0   | 1   | 1   | 117:116 | + 01 | 54     |
| 04.  | EHC Brandis             | 32 | 15 | 11 | 2   | 2   | 0   | 2   | 113:098 | + 15 | 53     |
| 05.  | Star Forward            | 32 | 14 | 11 | 0   | 0   | 1   | 6   | 094:085 | + 09 | 50     |
| 06.  | EHC Thun                | 32 | 15 | 13 | 1   | 3   | 0   | 0   | 113:106 | + 07 | 50     |
| 07.  | EHC Bülach              | 32 | 12 | 12 | 2   | 3   | 2   | 1   | 096:101 | − 05 | 48     |
| 08.  | EHC Seewen              | 32 | 13 | 15 | 3   | 1   | 0   | 0   | 114:126 | − 12 | 46     |
| 09.  | HC Düdingen Bulls       | 32 | 12 | 13 | 1   | 3   | 2   | 1   | 103:113 | − 10 | 46     |
| 010. | EHC Basel-Kleinhüningen | 32 | 11 | 14 | 3   | 1   | 3   | 0   | 108:112 | − 04 | 46     |
| 011. | EHC Chur                | 32 | 10 | 16 | 0   | 3   | 3   | 0   | 107:101 | + 06 | 39     |
| 012. | HC Université Neuchâtel | 32 | 7  | 25 | 0   | 0   | 0   | 0   | 078:151 | − 73 | 21     |

Legende: GP = Spiele, S = Siege, N = Niederlagen, SNV = Siege nach Verlängerung, NNV = Niederlage nach Verlängerung, SNP = Siege nach Penaltyschiessen, NNP = Niederlage nach Penaltyschiessen, TVH = Torverhältnis
Erläuterungen: Qualifikation für die Play-offs Play-outs

## Play-offs

### Play-off-Baum
Für jede Runde wurden die Paarungen anhand der Tabelle in der Qualifikation erneut ermittelt. Gespielt wurde nach dem Best-of-Five-Modus.
| Viertelfinal                                          | Viertelfinal                                          | Viertelfinal                                          |                                                       | Halbfinal                                             | Halbfinal                                             | Halbfinal                                             |   |               | Final       | Final | Final |
|                                                       |                                                       |                                                       |                                                       |                                                       |                                                       |                                                       |   |               |             |       |       |
| 1                                                     | Sion HC                                               | 3                                                     |                                                       |                                                       |                                                       |                                                       |   |               |             |       |       |
| 8                                                     | EHC Seewen                                            | 2                                                     |                                                       |                                                       |                                                       |                                                       |   |               |             |       |       |
|                                                       |                                                       |                                                       | 1                                                     | Sion HC                                               | 0                                                     |                                                       |   |               |             |       |       |
|                                                       |                                                       |                                                       | 4                                                     | EHC Brandis                                           | 3                                                     |                                                       |   |               |             |       |       |
| 2                                                     | EHC Dübendorf                                         | 3                                                     |                                                       |                                                       |                                                       |                                                       |   |               |             |       |       |
| 7                                                     | EHC Bülach                                            | 0                                                     |                                                       |                                                       |                                                       |                                                       |   |               |             |       |       |
| (Die Teams werden nach der ersten Runde neu gesetzt.) | (Die Teams werden nach der ersten Runde neu gesetzt.) | (Die Teams werden nach der ersten Runde neu gesetzt.) | (Die Teams werden nach der ersten Runde neu gesetzt.) | (Die Teams werden nach der ersten Runde neu gesetzt.) | (Die Teams werden nach der ersten Runde neu gesetzt.) | (Die Teams werden nach der ersten Runde neu gesetzt.) | 2 | EHC Dübendorf | 3           |       |       |
| (Die Teams werden nach der ersten Runde neu gesetzt.) | (Die Teams werden nach der ersten Runde neu gesetzt.) | (Die Teams werden nach der ersten Runde neu gesetzt.) | (Die Teams werden nach der ersten Runde neu gesetzt.) | (Die Teams werden nach der ersten Runde neu gesetzt.) | (Die Teams werden nach der ersten Runde neu gesetzt.) | (Die Teams werden nach der ersten Runde neu gesetzt.) |   | 4             | EHC Brandis | 1     |       |
| 3                                                     | EHC Wiki-Münsingen                                    | 3                                                     |                                                       |                                                       |                                                       |                                                       |   |               |             |       |       |
| 6                                                     | EHC Thun                                              | 1                                                     |                                                       |                                                       |                                                       |                                                       |   |               |             |       |       |
|                                                       |                                                       |                                                       | 2                                                     | EHC Dübendorf                                         | 3                                                     |                                                       |   |               |             |       |       |
|                                                       |                                                       |                                                       | 3                                                     | EHC Wiki-Münsingen                                    | 1                                                     |                                                       |   |               |             |       |       |
| 4                                                     | EHC Brandis                                           | 3                                                     |                                                       |                                                       |                                                       |                                                       |   |               |             |       |       |
| 5                                                     | Star Forward                                          | 1                                                     |                                                       |                                                       |                                                       |                                                       |   |               |             |       |       |
|                                                       |                                                       |                                                       |                                                       |                                                       |                                                       |                                                       |   |               |             |       |       |

### Viertelfinal
|                    |   |              | Serie | 1      | 2   | 3   | 4    | 5   |
| ------------------ | - | ------------ | ----- | ------ | --- | --- | ---- | --- |
| Sion HC            | – | EHC Seewen   | 3:2   | 4:3 nV | 1:6 | 2:1 | 0:11 | 4:2 |
| EHC Brandis        | – | Star Forward | 3:1   | 4:5    | 3:2 | 2:3 | 4:3  | -   |
| EHC Dübendorf      | – | EHC Bülach   | 3:0   | 7:0    | 2:0 | 5:2 | -    | -   |
| EHC Wiki-Münsingen | – | EHC Thun     | 3:1   | 5:2    | 2:3 | 4:3 | 4:3  | -   |

### Halbfinal
|               |   |                    | Serie | 1   | 2   | 3   | 4      | 5 |
| ------------- | - | ------------------ | ----- | --- | --- | --- | ------ | - |
| Sion HC       | – | EHC Brandis        | 0:3   | 1:3 | 2:5 | 1:4 | -      | - |
| EHC Dübendorf | – | EHC Wiki-Münsingen | 3:1   | 4:3 | 1:2 | 2:1 | 5:4 nP | - |

### Final
| 17. März 2018 17:00 Uhr | EHC Dübendorf 29:56 Kreis (Beeler) 1:2 44:16 Widmer (Ustsimenka, Barts) 2:5 58:12 Falett (Bührer, Hebeisen) 3:6 | 3:6 (0:2, 1:2, 2:2) Spielbericht | EHC Brandis 15:08 Buri (Grurtner) 0:1 18:19 Nägeli 0:2 34:52 Blaser (P. Meyer) 1:3 38:46 Mosimann (Schütz, Nägeli) 1:4 40:57 Gurtner (Buri) 1:5 52:36 Holzer (P. Meyer, Seematter) 2:6 | Eishalle Im Chreis, Dübendorf Zuschauer: 861 |

| 20. März 2018 20:20 Uhr | EHC Brandis 41:10 Buri 1:4 58:15 Seematter (Blaser, Nägeli) 2:4 59:48 Nägeli (P. Meyer) 3:4 | 3:4 (0:1, 0:3, 3:0) Spielbericht | EHC Dübendorf 2:06 Suter 0:1 26:44 Theodoridis (Widmer, Frei) 0:2 35:37 Schumann (Bührer, Roth) 0:3 39:08 Theodoridis (Frei) 0:4 | Campus Perspektiven, Huttwil Zuschauer: 1163 |

| 23. März 2018 20:00 Uhr | EHC Dübendorf 11:48 Widmer (Roth) 1:1 38:10 Breiter (Falett, Bührer) 2:2 42:02 Kreis 3:2 59:25 Bührer (Schumann, Hebeisen) 4:2 | 4:2 (1:1, 1:1, 2:0) Spielbericht | EHC Brandis 1:46 Hain (Schütz) 0:1 31:47 Blaser (P. Meyer, Buri) 1:2 | Eishalle Im Chreis, Dübendorf Zuschauer: 1033 |

| 25. März 2018 14:30 Uhr | EHC Brandis 30:09 Tschanz (M. Meyer) 1:2 31:03 Messerli (Seematter) 2:2 41:25 P. Meyer (Holzer) 3:3 | n. V. 3:4 (0:0, 2:3, 1:0, 0:1) Spielbericht | EHC Dübendorf 24:21 Theodoridis 0:1 25:53 Breiter (Falett, Bührer) 0:2 34:06 Beeler (Barts) 2:3 79:10 Beeler | Campus Perspektiven, Huttwil Zuschauer: 1231 |

## Relegation

### Spiele
Die Spiele fanden im Zeitraum vom 17. Februar bis zum 10. März 2018 statt.
|          |                         |   |                         | Resultat                    |
| -------- | ----------------------- | - | ----------------------- | --------------------------- |
| 17.02.18 | HC Düdingen Bulls       | – | HC Université Neuchâtel | 3:6 (1:2,2:2,0:2)           |
| 17.02.18 | EHC Basel-Kleinhüningen | – | EHC Chur                | 4:5 (0:0,2:3,2:2)           |
| 21.02.18 | EHC Chur                | – | HC Düdingen Bulls       | 3:4 (1:1,0:1,2:0,0:1) n. V. |
| 22.02.18 | HC Université Neuchâtel | – | EHC Basel-Kleinhüningen | 4:7 (3:1,1:3,0:3)           |
| 24.02.18 | HC Université Neuchâtel | – | EHC Chur                | 5:7 (2:1,2:1,1:5)           |
| 24.02.18 | HC Düdingen Bulls       | – | EHC Basel-Kleinhüningen | 5:3 (2:1,3:1,0:1)           |
| 28.02.18 | EHC Chur                | – | EHC Basel-Kleinhüningen | 5:1 (5:0, 0:1, 0:0)         |
| 28.02.18 | HC Université Neuchâtel | – | HC Düdingen Bulls       | 4:3 (0:1, 2:2, 2:0)         |
| 02.03.18 | EHC Basel-Kleinhüningen | – | HC Université Neuchâtel | 1:5 (0:4, 0:1, 1:0)         |
| 03.03.18 | HC Düdingen Bulls       | – | EHC Chur                | 5:2 (2:1, 1:1, 2:0)         |
| 06.03.18 | EHC Basel-Kleinhüningen | – | HC Düdingen Bulls       | 4:2 (0:1, 1:0, 3:1)         |
| 10.03.18 | EHC Chur                | – | HC Université Neuchâtel | 3:4 (1:2, 1:0, 1:2)         |

### Tabelle
(Stand: 6. März 2018)
| Rang | Team                    | GP | S | N | SNV | NNV | SNP | NNP | Tore    | TVH | Punkte |
| ---- | ----------------------- | -- | - | - | --- | --- | --- | --- | ------- | --- | ------ |
| 01.  | HC Düdingen Bulls       | 6  | 3 | 2 | 0   | 0   | 1   | 0   | 125:135 | −10 | 54     |
| 02.  | EHC Basel-Kleinhüningen | 6  | 2 | 4 | 0   | 0   | 0   | 0   | 128:138 | −10 | 52     |
| 03.  | EHC Chur                | 6  | 3 | 2 | 0   | 0   | 0   | 1   | 132:124 | +8  | 49     |
| 04.  | HC Université Neuchâtel | 6  | 4 | 2 | 0   | 0   | 0   | 0   | 106:175 | −69 | 33     |

Legende: GP = Spiele, S = Siege, N = Niederlagen, SNV = Siege nach Verlängerung, NNV = Niederlage nach Verlängerung, SNP = Siege nach Penaltyschiessen, NNP = Niederlage nach Penaltyschiessen, TVH = Torverhältnis
Erläuterungen: Verbleib in der MySports League Abstieg